# Forbol
Forbol – organiczny związek chemiczny z grupy diterpenoidów. Po raz pierwszy został wyizolowany w 1934 roku jako produkt hydrolizy oleju krotonowego pozyskanego z nasion rośliny Croton tiglium. Struktura forbolu została odkryta w 1967 roku. Forbol jest rozpuszczalny w większości polarnych rozpuszczalników organicznych, a także w wodzie.
Wiele estrów pochodzących od forbolu ma ważne właściwości biologiczne jak np. zdolność do zachowywania się jak kokarcynogen poprzez aktywację kinazy białkowej C.